# 関谷名加
関谷 名加（せきや めいか、1984年10月25日 - ）は、テレビ山口(tys)所属の女性アナウンサー。

## 経歴
法政大学法学部政治学科卒、2007年にテレビ山口入社。岐阜県出身。血液型B型。

## 略歴
- 中学校・高等学校は名古屋の女子校だった。
- 2004年11月 - 法政大学レインディアスキークラブ入部。
- 2006年10月6日 - 2007年3月20日 - 大学在学中、オビラジRオビガールGの初期メンバーとして、オビガールGのソーシャル・ネットワーキング・サービスに登録。
- 2007年4月1日 - テレビ山口入社。
- 2007年4月29日 - 5月 - 青空天国でイベント初鳴き。
- 2007年6月1日 - tysニュースで初鳴きニュースデビュー。
- 2007年6月23日? - 地元タウン情報誌でグラビア掲載。
- 2007年11月10日 - tys情報Pick Up（ミニ番組）で佐賀県に行きロケデビュー。
- 2008年10月 - じゃんぷ！山口（県政番組）のレポーターとして登場。
- 2016年4月1日 - 新番組「やまぐち情報ワイド やるっチャ!」メイン司会で産休明け復帰。
- 2016年9月5日 - 新番組「tysニュースタイム」メインキャスター。（2017年9月1日で降板）
- 2015年7月に長男を、2018年1月末に次男を、2019年8月末に長女を出産。
- 2020年5月22日 - 新番組「深夜手当（仮）」で3度目の産休明け復帰。

## 現在の担当番組
- 深夜手当（仮）（土曜未明・不定期放送）
- tysニュース（主に月曜日昼）
- mix - リポーター

## 過去の担当番組
- やまぐち情報ワイド やるっチャ!
- Tysスーパー編集局
- tysニュースタイム